# Aegla alacalufi
Aegla alacalufi is een tienpotigensoort uit de familie van de Aeglidae. De wetenschappelijke naam van de soort is voor het eerst geldig gepubliceerd in 1981 door Jara & Lopez.